# Okręg administracyjny 5 Düsseldorfu
Okręg administracyjny 5 Düsseldorfu, Düsseldorf-Stadtbezirk 5, Stadtbezirk 5 – okręg administracyjny (niem. Stadtbezirk) w Düsseldorfie, w Niemczech, w kraju związkowym Nadrenia Północna-Westfalia, w rejencji Düsseldorf.  
W skład okręgu administracyjnego wchodzi sześć dzielnic (Stadtteil):
1. Angermund
2. Kaiserswerth
3. Kalkum
4. Lohausen
5. Stockum
6. Wittlaer